# Waggon vierter Klasse
Waggon vierter Klasse ist ein Roman von Robert Domes aus dem Jahr 2021. Er trägt den Untertitel Eine Spurensuche in der Nachkriegszeit.

## Inhalt
Der Roman beschreibt in sich abwechselnden Kapiteln in zwei Zeitleisten die Geschichte zweier Menschen. Da ist zunächst Alois Roth, zweiter Sohn eines Gastwirts, der sich zu Beginn des 20. Jahrhunderts – ohne Aussicht auf ein Erbteil – mit Gelegenheitsarbeiten und kleinen Gaunereien durchzuschlagen versucht. Nach mehreren Gefängnisaufenthalten wird er in dem kleinen Ort Obergünzburg in einem Behelfsquartier untergebracht; es handelt sich dabei um einen ausrangierten alten Eisenbahnwaggon, der von der Gemeindeverwaltung als Notunterkunft für Wohnungslose („Asoziale“) angeschafft wurde.
Auf der anderen Seite wird die Geschichte der 16-jährigen Martha erzählt, die 1948 als Flüchtlingskind mit ihrer Familie in ebendiesem Waggon untergebracht wird und dort auf einige Spuren des Alois Roth stößt, der in den Wirren des Zweiten Weltkriegs spurlos verschwunden zu sein scheint. Sie beginnt, in der Nachbarschaft Fragen zu stellen, und stößt unerwartet auf Ablehnung. Nach und nach stellt sich heraus, dass Alois Roth ein Opfer der Nazi-Terrorherrschaft wurde.

## Hintergrund
Der Ort Obergünzburg ist real; ebenfalls die Person des Alois Roth. Die Namen aller anderen Personen sind geändert worden. Der Autor weist in einem Nachwort darauf hin, dass Obergünzburg exemplarisch stehe für „Tausende Städte und Dörfer, in denen eine kollektive Verdrängung der Nazi-Verbrechen herrschte“.

## Nachwirkungen
Am Ortsrand von Obergünzburg entstand mit Unterstützung des Amts für Ernährung, Landwirtschaft und Forsten in Kempten die DenkStätte „Am Bichtholzer Bach“ als ein öffentlich zugänglicher Ort des Nachdenkens, Erinnerns und Mahnens. Dies soll die demokratische Kultur in der örtlichen Zivilgesellschaft stärken und damit konkret gegen die zunehmende rechte Orientierung wirken.

## Rezensionen
- Die Arbeitsgemeinschaft Jugendliteratur und Medien vergibt eine Drei-Sterne-Bewertung „Sehr empfehlenswert“.[3]

## Trivia
Zu Wohnzwecken umgebaute Eisenbahnwaggons waren in Notzeiten nichts Ungewöhnliches. Eine vergleichbare Situation beschreibt Erich Kästners Roman Das fliegende Klassenzimmer. Hier ist es einer der Protagonisten, der in einem ehemaligen Waggon mit Nichtraucherabteil lebt.